# Eckard Moeck
Eckard Moeck (* 23. Juni 1934 in Bütow; † 28. Februar 2018 in Rostock) war ein deutscher Schiffsingenieur und Professor für Schiffsmaschinenanlagen.

## Leben und Wirken
Eckard Moeck legte 1953 das Abitur ab und studierte von 1954 bis 1959 Maschinenbau an der Universität Rostock mit dem Abschluss als Diplomingenieur. Als wissenschaftlicher Assistent an der Universität beschäftigt, promovierte er 1964 über ein technisches Problem an Schiffsdieselmotoren mit der Dissertation Blasenbildung an kleinen Düsen zum Dr.-Ing. an der Technischen Fakultät der Universität. Danach war er auf der Warnowwerft Warnemünde tätig, zuletzt als Direktor für Erzeugnisentwicklung. 1960 wurde er Mitglied der SED und war von 1967 bis 1989 Mitglied der SED-Bezirksleitung Rostock.
Moeck wurde 1972 zum ordentlichen Professor für Schiffsmaschinenanlagenbau an der Sektion Schiffsbetriebstechnik der Ingenieurhochschule für Seefahrt Warnemünde/Wustrow ernannt und zugleich Nachfolger von Hermann Schneider als Rektor der Hochschule. In diesem Amt wirkte er bis 1989. Er habilitierte sich 1978 – ebenfalls an der Universität Rostock – zum Dr. sc. techn. mit einer Schrift zur Automatisierung im Schiffsbetrieb. Zudem war Moeck von 1973 bis 1989 Vorsitzender des DSF-Bezirksverbandes Rostock.
Zu seinen Schriften zählten Publikationen in Fachzeitschriften wie Seewirtschaft und Wissenschaftliche Beiträge der Ingenieurhochschule für Seefahrt Warnemünde/Wustrow sowie ab 1995 auch in der Reihe Beiträge des Innovations- und Bildungszentrums Hohen Luckow e. V. Als Professor für Schiffsmaschinenanlagen war Moeck 1990 sowohl Herausgeber als auch Mitautor des im Verlag Technik Berlin in 5. Auflage zuletzt erschienenen Standardwerkes Schiffsmaschinenbetrieb.
Seit 1990 gehörte Moeck dem Schiffsingenieurverein zu Rostock an.
Moeck starb am 28. Februar 2018 und wurde auf See bestattet.

## Publikationen (Auswahl)
- Blasenbildung an kleinen Düsen. Dissertation. Universität Rostock 1964 (DNB 482413476).
- Die Automatisierung im Schiffsbetrieb – Analyse und Aspekte der weiteren Entwicklung. Dissertation B. Universität Rostock 1978[2]
- als Hrsg. und Mitverfasser: Schiffsmaschinenbetrieb. 5. stark bearb. Auflage, Verlag Technik, Berlin 1990, ISBN 3-341-00804-7.
Darin: Schiffsmaschinenanlagen. von Eckard Moeck, Herbert Strickert und Jürgen Begemann S. 17–40; Dieselmotorenanlagen. von Hans Georg Erbling unter weitgehender Verwendung vom Abschnitt 2 von Otto Neumeister † in der 4. Auflage als Mitautor, S. 119–176; Versorgungs-, Aufbereitungs- und Entsorgungsanlagen. S. 411 ff. mit Rudolf Friedl und Horst Mann als Mitautor sowie Sicherheitsanlagen. mit Joachim Hahne als Mitautor. (DNB 910661421)
- als Hrsg.: Historische Dokumente der Entstehung der Navigationsschule zu Wustrow auf dem Fischland. Warnemünde/Wustrow 1989, (Nachweis LBMV).
- mit Eberhard Schröder: Fünf Jahre Weltschiffahrtsuniversität Malmö – kontinuierliche Zusammenarbeit mit der IH für Seefahrt Warnemünde/Wustrow. In: Seewirtschaft. Verlag Technik, Berlin 1969–1990, ZDB-ID 860452-6 Band 20, 1988, 7, Seite 331–332, (Nachweis LBMV).
- mit Otto Neumeister, Bernhard Gleß: Optimaler Energieeinsatz im Schiffsmaschinenbetrieb. In: Wissenschaftliche Beiträge. der Ingenieurhochschule für Seefahrt Warnemünde/Wustrow 11 (1984) H. 3, S. 24–27.
- mit Herbert Strickert: Technische Diagnostik an Schiffsmaschinenanlagen. Verlag Technik, Berlin 1982, (DNB 830228829).
- Technische Diagnostik. Wege zum optimalen Schiffsmaschinenbetrieb. In: Jahrbuch der Schiffahrt. Jg. 1982, Transpress Verlag Berlin, 1982, Seite 123–126, (DNB 012893536).
- als Hrsg. mit Klaus Wangemann u. a.: Ingenieurhochschule für Seefahrt Warnemünde/Wustrow. Rektor der IH für Seefahrt Warnemünde/Wustrow (Hrsg.), Rostock 1979, (DNB 945171315).
- mit Otto Neumeister: Betriebsverhalten und Zuverlässigkeit als gebrauchswertbestimmende Faktoren für Anlagen der Schiffsbetriebstechnik. In: Seewirtschaft. Band 7, H. 4, 1975, S. 228–232.